# Стоян Попов (партизанин)
Вижте пояснителната страница за други личности с името Стоян Попов.
Стоян Николов Попов с псевдоним Дядо Васил е деец на Българската комунистическа партия, участник в комунистическото съпротивително движение по време на Втората световна война, член на Централния комитет на БКП.

## Биография
Стоян Попов е роден на 25 юли 1898 година в сярското село Дряново, тогава в Османската империя, днес в Гърция. След Междусъюзническата война в 1913 година семейството му се преселва в Пазарджик, България, където Попов работи като тютюноработник. Участва в Първата световна война и в т. нар. Владайско въстание в 1918 година. Става член на БКП в 1919 година. През 1923 година е арестуван. Член е на Окръжния комитет на БКП в Пазарджик. След Септемврийското въстание е осъден като участник в него по Закона за защита на държавата. След изтърпяване на присъдата в 1929 година е секретар на Окръжния комитет на БКП в Пазарджик, а после в София. Междувременно продължава да работи като тютюноработник. В 1931 година става член на Централния комитет на партията. В 1932 година заминава за Москва, където учи Международната ленинска школа и работи в Профсъюзния интернационал.
Връща се в България в 1936 година и от 1937 до 1940 година е секретар на Окръжния комитет на БКП в Пазарджик, а от 1939 г. е член на Окръжния комитет на Работническата партия в Пловдив. От 1940 година отново е член на ЦК и отговаря за профсъюзната работа. В 1941 година е затворен в лагера Гонда вода, а след това в Кръстополе. През октомври 1943 година е освободен. Участва в комунистическото съпротивително движение и става политкомисар на Трета Пазарджишка въстаническа оперативна зона на Народоосвободителната въстаническа армия (НОВА). Организатор на Съпротивителното движение в Пазарджишко, наред с Методи Шаторов. Партизанин от Партизански отряд „Ангел Кънчев“.
При намесата на България във войната срещу Германия е помощник-командир на двадесет и седми пехотен чепински полк (23 септември 1944). От декември 1944 до декември 1945 г. е инструктор при ЦК на БКП. От декември 1945 до 1950 г. е последователно завеждащ организационния отдел на ОЗПС, член на постоянното му присъствие. От декември 1948 г. е член на Централната контролно-ревизионна комисия на ЦК на БКП. От 1946 година е народен представител. От 1958 година отново е член на ЦК на БКП. Удостоен е с орден „Георги Димитров“ (1958, 1959, 1964, 1968)., както и с орден „За храброст“, IV степен, 2 клас